# Awer Mabil
Awer Bul Mabil (Kakuma, 15 settembre 1995) è un calciatore australiano di origini sudsudanesi, attaccante del Castellón e della nazionale australiana.

## Biografia
Mabil è nato, da genitori originari del Sudan del Sud, nel campo per rifugiati istituito dall'UNHCR a Kakuma, in Kenya; si è trasferito con la famiglia in Australia all'età di undici anni.

## Carriera

### Club
Ha firmato il primo contratto professionistico con l'Adelaide United il 9 gennaio 2013, esordendo con i Reds due giorni dopo, a soli 17 anni, nella partita vinta per 3-2 contro il Perth Glory. Il 19 luglio 2015 viene acquistato dal Midtjylland, con cui il 22 ottobre fa il suo debutto in Europa League, in occasione della sconfitta per 1-4 contro il Napoli.
Il 3 agosto 2016 passa in prestito annuale all'Esbjerg, con cui al termine della stagione retrocede in 1. Division. Il 7 luglio 2017 si trasferisce, sempre a titolo temporaneo, al Paços Ferreira.

### Nazionale
Dopo aver giocato nelle nazionali giovanili australiane nel 2018 ha esordito in nazionale maggiore.

## Statistiche

### Presenze e reti nei club
Statistiche aggiornate al 23 agosto 2018.
| Stagione            | Squadra             | Campionato          | Campionato | Campionato | Coppe nazionali | Coppe nazionali | Coppe nazionali | Coppe europee | Coppe europee | Coppe europee | Altre coppe | Altre coppe | Altre coppe | Totale | Totale |
| Stagione            | Squadra             | Comp                | Pres       | Reti       | Comp            | Pres            | Reti            | Comp          | Pres          | Reti          | Comp        | Pres        | Reti        | Pres   | Reti   |
| ------------------- | ------------------- | ------------------- | ---------- | ---------- | --------------- | --------------- | --------------- | ------------- | ------------- | ------------- | ----------- | ----------- | ----------- | ------ | ------ |
| gen.-giu. 2013      | Adelaide Utd        | AL                  | 5          | 0          | -               | -               | -               | -             | -             | -             | -           | -           | -           | 5      | 0      |
| 2013-2014           | Adelaide Utd        | AL                  | 20+1       | 2          | -               | -               | -               | -             | -             | -             | -           | -           | -           | 21     | 2      |
| 2014-2015           | Adelaide Utd        | AL                  | 19+2       | 5+2        | FFA Cup         | 3               | 1               | -             | -             | -             | -           | -           | -           | 24     | 8      |
| Totale Adelaide Utd | Totale Adelaide Utd | Totale Adelaide Utd | 44+3       | 7+1        |                 | 3               | 1               |               | -             | -             |             | -           | -           | 50     | 9      |
| 2015-2016           | Midtjylland         | SL                  | 6          | 0          | CD              | 2               | 0               | UCL+UEL       | 0+2           | 0             | -           | -           | -           | 10     | 0      |
| 2016-2017           | Esbjerg             | SL                  | 20+9       | 3+1        | CD              | 3               | 2               | -             | -             | -             | -           | -           | -           | 32     | 6      |
| 2017-2018           | Paços de Ferreira   | PL                  | 26         | 2          | TdP+TdL         | 1+3             | 0+1             | -             | -             | -             | -           | -           | -           | 30     | 3      |
| 2018-2019           | Midtjylland         | SL                  | 30         | 6          | CD              | 4               | 0               | UCL+UEL       | 1+4           | 0             | -           | -           | -           | 39     | 6      |
| 2019-2020           | Midtjylland         | SL                  | 34         | 8          | CD              | 1               | 0               | UEL           | 2             | 0             | -           | -           | -           | 37     | 8      |
| 2020-2021           | Midtjylland         | SL                  | 29         | 1          | CD              | 5               | 0               | UCL           | 10            | 2             | -           | -           | -           | 44     | 3      |
| 2021-gen. 2022      | Midtjylland         | SL                  | 9          | 1          | CD              | 1               | 1               | UCL+UEL       | 4+2           | 1+0           | -           | -           | -           | 15     | 3      |
| Totale Midtjylland  | Totale Midtjylland  | Totale Midtjylland  | 108        | 16         |                 | 13              | 1               |               | 25            | 3             |             | -           | -           | 160    | 23     |
| gen.-giu 2022       | Kasımpaşa           | SL                  | 5          | 2          | TK              | 0               | 0               | -             | -             | -             | -           | -           | -           | 5      | 2      |
| Totale carriera     | Totale carriera     | Totale carriera     | 215        | 33         |                 | 23              | 5               |               | 25            | 3             |             | -           | -           | 262    | 41     |

### Cronologia presenze e reti in nazionale
| Cronologia completa delle presenze e delle reti in nazionale ― Australia | Cronologia completa delle presenze e delle reti in nazionale ― Australia | Cronologia completa delle presenze e delle reti in nazionale ― Australia | Cronologia completa delle presenze e delle reti in nazionale ― Australia | Cronologia completa delle presenze e delle reti in nazionale ― Australia | Cronologia completa delle presenze e delle reti in nazionale ― Australia | Cronologia completa delle presenze e delle reti in nazionale ― Australia | Cronologia completa delle presenze e delle reti in nazionale ― Australia |
| Data                                                                     | Città                                                                    | In casa                                                                  | Risultato                                                                | Ospiti                                                                   | Competizione                                                             | Reti                                                                     | Note                                                                     |
| ------------------------------------------------------------------------ | ------------------------------------------------------------------------ | ------------------------------------------------------------------------ | ------------------------------------------------------------------------ | ------------------------------------------------------------------------ | ------------------------------------------------------------------------ | ------------------------------------------------------------------------ | ------------------------------------------------------------------------ |
| 15-10-2018                                                               | Al Kuwait                                                                | Kuwait                                                                   | 0 – 4                                                                    | Australia                                                                | Amichevole                                                               | 1                                                                        | 73’                                                                      |
| 17-11-2018                                                               | Brisbane                                                                 | Australia                                                                | 1 – 1                                                                    | Corea del Sud                                                            | Amichevole                                                               | -                                                                        | 55’                                                                      |
| 20-11-2018                                                               | Sydney                                                                   | Australia                                                                | 3 – 0                                                                    | Libano                                                                   | Amichevole                                                               | -                                                                        | 66’                                                                      |
| 30-12-2018                                                               | Dubai                                                                    | Oman                                                                     | 0 – 5                                                                    | Australia                                                                | Amichevole                                                               | 1                                                                        | 83’                                                                      |
| 6-1-2019                                                                 | al-'Ayn                                                                  | Australia                                                                | 0 – 1                                                                    | Giordania                                                                | Coppa d'Asia 2019 - 1º turno                                             | -                                                                        |                                                                          |
| 11-1-2019                                                                | Dubai                                                                    | Palestina                                                                | 0 – 3                                                                    | Australia                                                                | Coppa d'Asia 2019 - 1º turno                                             | 1                                                                        | 88’                                                                      |
| 15-1-2019                                                                | al-'Ayn                                                                  | Australia                                                                | 3 – 2                                                                    | Siria                                                                    | Coppa d'Asia 2019 - 1º turno                                             | 1                                                                        | 82’                                                                      |
| 21-1-2019                                                                | al-'Ayn                                                                  | Australia                                                                | 0 – 0 dts (4 – 2 dtr)                                                    | Uzbekistan                                                               | Coppa d'Asia 2019 - Ottavi di finale                                     | -                                                                        | 68’                                                                      |
| 25-1-2019                                                                | al-'Ayn                                                                  | Emirati Arabi Uniti                                                      | 1 – 0                                                                    | Australia                                                                | Coppa d'Asia 2019 - Quarti di finale                                     | -                                                                        | 73’                                                                      |
| 6-6-2019                                                                 | Pusan                                                                    | Corea del Sud                                                            | 1 – 0                                                                    | Australia                                                                | Amichevole                                                               | -                                                                        | 70’                                                                      |
| 10-9-2019                                                                | Al Kuwait                                                                | Kuwait                                                                   | 0 – 3                                                                    | Australia                                                                | Qual. Mondiali 2022                                                      | -                                                                        | 67’                                                                      |
| 10-10-2019                                                               | Canberra                                                                 | Australia                                                                | 5 – 0                                                                    | Nepal                                                                    | Qual. Mondiali 2022                                                      | -                                                                        | 77’                                                                      |
| 15-10-2019                                                               | Kaohsiung                                                                | Taipei cinese                                                            | 1 – 7                                                                    | Australia                                                                | Qual. Mondiali 2022                                                      | -                                                                        |                                                                          |
| 14-11-2019                                                               | Amman                                                                    | Giordania                                                                | 0 – 1                                                                    | Australia                                                                | Qual. Mondiali 2022                                                      | -                                                                        | 73’                                                                      |
| 3-6-2021                                                                 | Al Kuwait                                                                | Australia                                                                | 3 – 0                                                                    | Kuwait                                                                   | Qual. Mondiali 2022                                                      | -                                                                        | 74’                                                                      |
| 11-6-2021                                                                | Al Kuwait                                                                | Nepal                                                                    | 0 – 3                                                                    | Australia                                                                | Qual. Mondiali 2022                                                      | -                                                                        | 62’                                                                      |
| 15-6-2021                                                                | Al Kuwait                                                                | Australia                                                                | 1 – 0                                                                    | Giordania                                                                | Qual. Mondiali 2022                                                      | -                                                                        |                                                                          |
| 2-9-2021                                                                 | Doha                                                                     | Australia                                                                | 3 – 0                                                                    | Cina                                                                     | Qual. Mondiali 2022                                                      | 1                                                                        |                                                                          |
| 5-9-2021                                                                 | Hanoi                                                                    | Vietnam                                                                  | 0 – 1                                                                    | Australia                                                                | Qual. Mondiali 2022                                                      | -                                                                        |                                                                          |
| 7-10-2021                                                                | Doha                                                                     | Australia                                                                | 3 – 1                                                                    | Oman                                                                     | Qual. Mondiali 2022                                                      | 1                                                                        |                                                                          |
| 12-10-2021                                                               | Saitama                                                                  | Giappone                                                                 | 2 – 1                                                                    | Australia                                                                | Qual. Mondiali 2022                                                      | -                                                                        | 62’                                                                      |
| 11-11-2021                                                               | Sydney                                                                   | Australia                                                                | 0 – 0                                                                    | Arabia Saudita                                                           | Qual. Mondiali 2022                                                      | -                                                                        | 67’                                                                      |
| 16-11-2021                                                               | Sharjah                                                                  | Cina                                                                     | 1 – 1                                                                    | Australia                                                                | Qual. Mondiali 2022                                                      | -                                                                        | 77’                                                                      |
| 24-3-2022                                                                | Sydney                                                                   | Australia                                                                | 0 – 2                                                                    | Giappone                                                                 | Qual. Mondiali 2022                                                      | -                                                                        | 68’                                                                      |
| 29-3-2022                                                                | Gedda                                                                    | Arabia Saudita                                                           | 1 – 0                                                                    | Australia                                                                | Qual. Mondiali 2022                                                      | -                                                                        | 73’                                                                      |
| 1-6-2022                                                                 | Al Wakrah                                                                | Australia                                                                | 2 – 1                                                                    | Giordania                                                                | Amichevole                                                               | 1                                                                        | 87’                                                                      |
| 7-6-2022                                                                 | Ar Rayyan                                                                | Emirati Arabi Uniti                                                      | 1 – 2                                                                    | Australia                                                                | Qual. Mondiali 2022                                                      | -                                                                        | 90+1’                                                                    |
| 13-6-2022                                                                | Ar Rayyan                                                                | Australia                                                                | 0 – 0 dts (5 – 4 dtr)                                                    | Perù                                                                     | Qual. Mondiali 2022                                                      | -                                                                        | 46’                                                                      |
| 22-9-2022                                                                | Brisbane                                                                 | Australia                                                                | 1 – 0                                                                    | Nuova Zelanda                                                            | Amichevole                                                               | 1                                                                        | 70’                                                                      |
| 22-11-2022                                                               | Al Wakrah                                                                | Francia                                                                  | 4 – 1                                                                    | Australia                                                                | Mondiali 2022 - 1º turno                                                 | -                                                                        | 73’                                                                      |
| 26-11-2022                                                               | Al Wakrah                                                                | Tunisia                                                                  | 0 – 1                                                                    | Australia                                                                | Mondiali 2022 - 1º turno                                                 | -                                                                        | 85’                                                                      |
| 24-3-2023                                                                | Sydney                                                                   | Australia                                                                | 3 – 1                                                                    | Ecuador                                                                  | Amichevole                                                               | 1                                                                        | 78’                                                                      |
| 13-10-2023                                                               | Londra                                                                   | Inghilterra                                                              | 1 – 0                                                                    | Australia                                                                | Amichevole                                                               | -                                                                        | 83’                                                                      |
| 5-9-2024                                                                 | Gold Coast                                                               | Australia                                                                | 0 – 1                                                                    | Bahrein                                                                  | Qual. Mondiali 2026                                                      | -                                                                        | 82’                                                                      |
| 10-9-2024                                                                | Giacarta                                                                 | Indonesia                                                                | 0 – 0                                                                    | Australia                                                                | Qual. Mondiali 2026                                                      | -                                                                        | 59’                                                                      |
| Totale                                                                   |                                                                          | Presenze                                                                 | 35                                                                       |                                                                          | Reti                                                                     | 9                                                                        |                                                                          |

## Palmarès

### Club

#### Competizioni nazionali
- FFA Cup: 1

Adelaide United: 2014
- Coppa di Danimarca: 2

Midtjylland: 2018-2019, 2021-2022
- Campionato danese: 1

Midtjylland: 2019-2020
- Campionato ceco: 1

Sparta Praga: 2022-2023